# Castillo de Castilnuevo

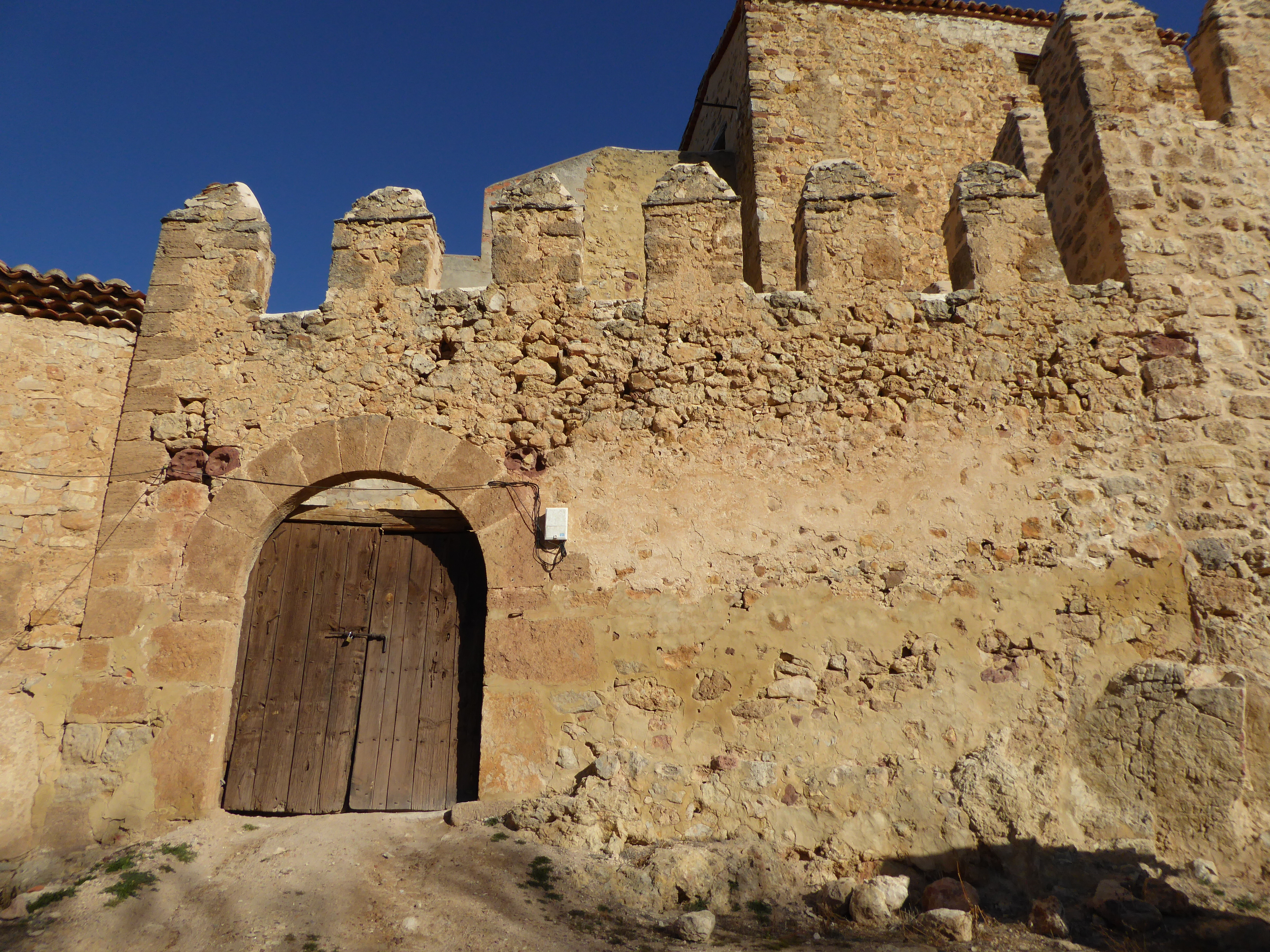
Puerta principal

El castillo de Castilnuevo es una casa fuerte originaria del siglo XII situado en la localidad guadalajareña de Castilnuevo (España).
Consta su existencia ya en el siglo XII, al mencionarse en el Fuero de Molina de Aragón. En este lugar Alfonso I de Aragón estableció su base para la conquista de Molina de Aragón, acontecida en 1128, y posteriormente se construyó el castillo, usado como casa fuerte. Fue usado como lugar de retiro de varios nobles, como Blanca Garcés de Pamplona, esposa de Sancho III de Castilla. Tras la muerte de Doña Blanca, el castillo pasó a manos de la Corona. Pedro I de Castilla cedió la heredad, junto al castillo, a Íñigo López de Orozco y el castillo pasó a los Mendoza de Molina. Junto con todo el señorío fue propiedad de los Lasa, para pasar posteriormente a manos de Juan Ruíz, y a los señores de Priego en el siglo XV. En el siglo XV, Enrique IV de Castilla cedió el señorío de Molina a Beltrán de la Cueva, y la población se sublevó contra esta decisión, asaltando y saqueando el castillo, siendo capitaneados por Fernando de Vera.
Se trata de un castillo de planta trapezoidal, situado sobre un altozano en la misma localidad, realizado con mampostería trabada con cal, y sillería en las esquinas y sillarejo. Originalmente contaba con una muralla exterior, de la que quedan algunos restos, torre del homenaje y torres de planta cuadrada en las esquinas y torreones en medio de los muros como refuerzo. También con una puerta con arco de medio punto con puente levadizo en el lado este y foso, protegida con un torreón cilíndrico, conectado con la muralla con la torre mayor, y una barbacana almenada. La puerta original cuenta ahora con una escalera para salvar el desnivel. Cuenta también con una entrada en el lado sur, con una puerta con arco de medio punto en el muro, que a través de un pasillo lleva al patio de armas.
Posteriormente, el castillo fue remodelado para su uso como casa palacio. Actualmente, se trata de una vivienda privada y para uso agropecuario y a él se encuentran adosadas otros edificios de la localidad.
Diversos pasajes de El Quijote acontecen en lo que puede identificarse como este castillo, que conoció Miguel de Cervantes.
Cuenta con la protección de la Declaración genérica del Decreto de 22 de abril de 1949, y la Ley 16/1985 sobre el Patrimonio Histórico Español.